# Winchester Repeating Arms Company
La Winchester Repeating Arms Company fue un importante fabricante de armas de repetición y semiautomáticas de Estados Unidos a fines del siglo XIX y principios del siglo XX.

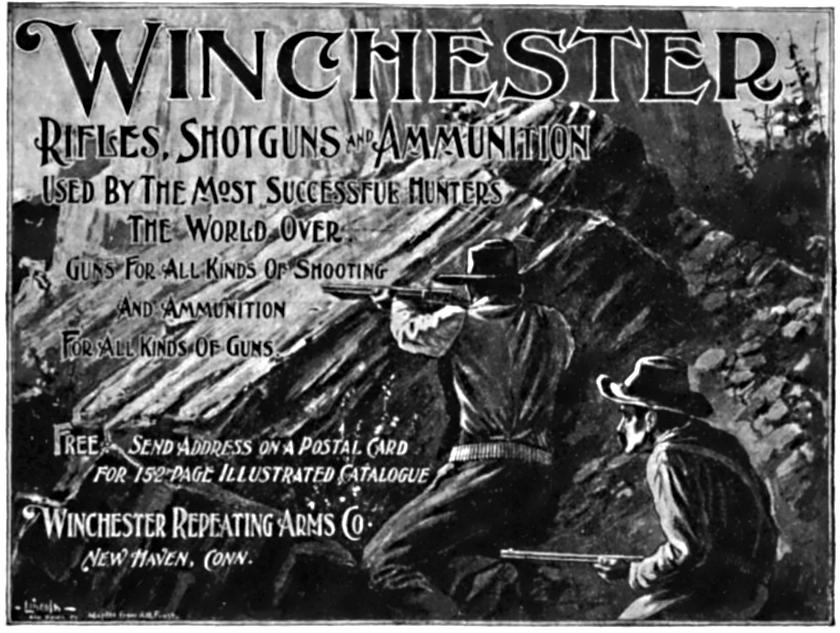
Publicidad en una revista de 1898.

## Comienzos

### Predecesores
El ancestro de la Winchester Repeating Arms Company fue la Volcanic Repeating Arms Company, fundada en 1855 por Horace Smith y Daniel Wesson que fabricó la carabina de palanca Volcanic a partir del sistema inventado por Walter Hunt y más tarde mejorado y patentado en 1849 por Lewis Jennings. Más tarde fue reorganizada como New Haven Arms Company, siendo su principal accionista Oliver Winchester.

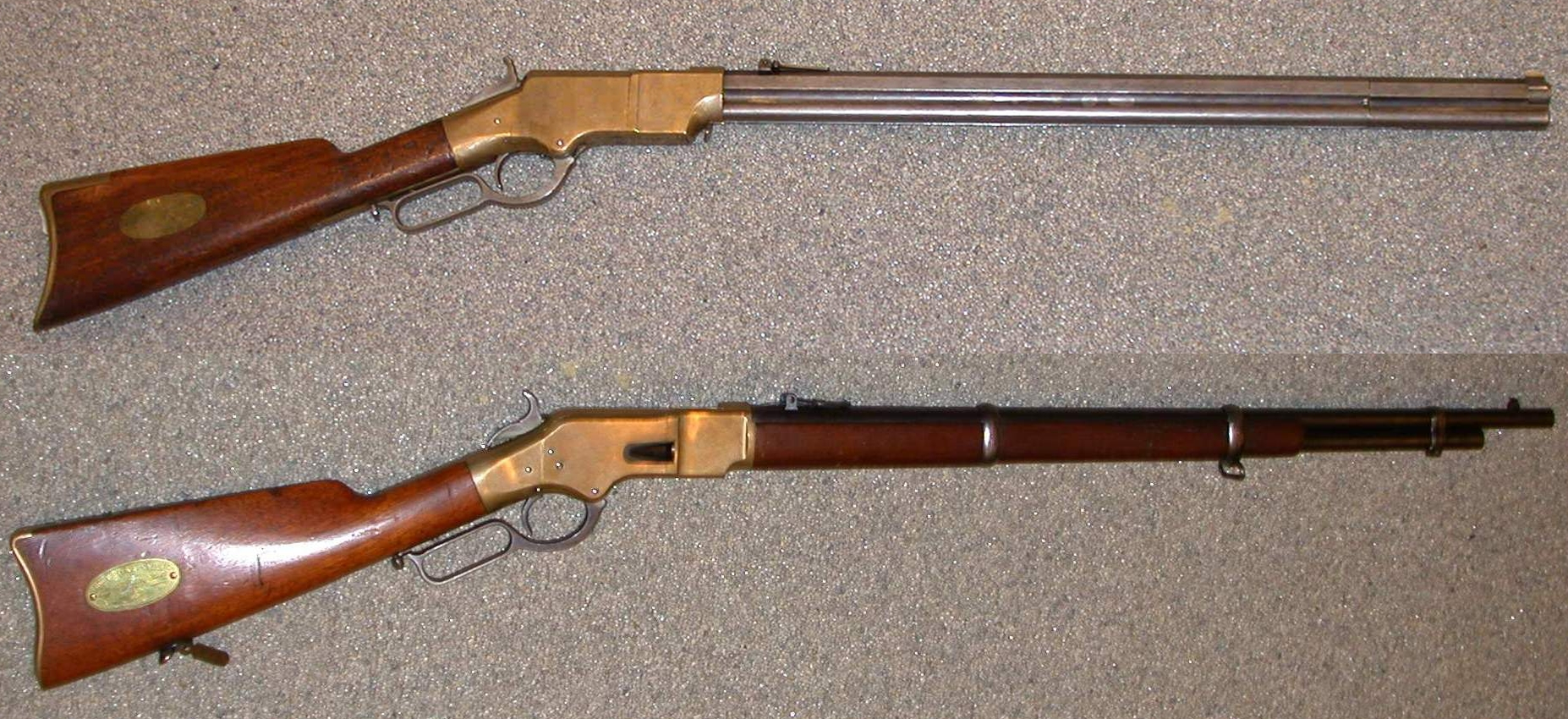
Henry 1860, Winchester Musket 1866.

La carabina Volcanic usaba un cartucho sin vaina y tuvo un éxito limitado. Wesson también había diseñado uno de los primeros cartuchos de percusión anular, que fue luego perfeccionado por Benjamin Tyler Henry. Henry también supervisó el rediseño de la carabina para usar la nueva munición, manteniendo la forma general, el mecanismo de alimentación y el cargador tubular. Este se convirtió en la carabina Henry de 1860, fabricada por la New Haven Arms Company, y usada en cantidades considerables por el Ejército de la Unión en la guerra civil estadounidense.

### La carabina "Winchester"
Después de la guerra, Oliver Winchester continuó ejerciendo el control de la compañía, renombrándola como Winchester Repeating Arms Company, y con un rediseño completo de la carabina Henry, convirtiéndose en la primera carabina Winchester, el Modelo 1866, que disparaba el mismo cartucho de percusión anular calibre .44 del Henry, pero con muchas mejoras, entre ellas un cargador mejorado (con el agregado de una puerta de carga en el lado derecho del cajón de mecanismos, inventado por un empleado de la compañía, Nelson King) y, por primera vez, un guardamano de madera. El Henry y el Winchester 1866 compartían una única aguja percutora doble que golpeaba el cartucho en dos lugares, aumentando la probabilidad de que el fulminante encendiera los 1,8 g o más de pólvora negra de la vaina.
Otro modelo extremadamente popular fue el Modelo 1873. Este modelo introdujo el primer cartucho de fuego central de Winchester, el .44-40 WCF (Winchester Center Fire, Winchester Fuego Central). Esta familia de carabinas se conocen comúnmente como "el arma que conquistó el Oeste" ("Gun That Won the West").
El Modelo 1873 fue seguido por el Modelo 1876 (o "Modelo Centenario", "Centennial Model"), una versión más grande del 73, que utiliza la misma palanca de enlace del cierre y el mismo elevador de cartuchos del Henry. Fue recamarado para cartuchos más grandes y potentes, tales como el .45-60 WCF, .45-75 WCF, y .50-95 WCF. La acción no era lo suficientemente fuerte como para permitir al Winchester disparar el .45-70 Government (reglamentario en el Ejército en ese tiempo), que era uno de los objetivos de la firma; esto no sucedería hasta que comenzó la fabricación del Modelo 1886, diseñado por John Browning.
Oliver Winchester murió en diciembre de 1880; su hijo y sucesor, el joven William Wirt Winchester, murió de tuberculosis 4 meses después.
Desde 1883, John Browning trabajó en sociedad con la Winchester Repeating Arms Company, y diseñó una serie de fusiles y escopetas de repetición. Entre los más notables están el modelo 1885 monotiro, la escopeta de palanca Modelo 1887, la escopeta de corredera Modelo 1897; y los fusiles de repetición a palanca Modelo 1886, Modelo 1892, Modelo 1894 y Modelo 1895 (con cargador tipo caja). Varios de estos modelos se mantienen en producción hoy por Winchester bajo pedido, o a través de compañías como Browning, Rossi, Navy Arms, y otras que revivieron varios de los modelos discontinuados.

## Desarrollos delsigloXX

### El cambio de siglo
Los primeros años del siglo XX encontró a la Winchester Repeating Arms Company compitiendo contra los nuevos diseños de John Browning, fabricados bajo licencia por otras compañías. La carrera para producir el primer fusil semiautomático produjo el Winchester Modelo 1903 en calibre .22 LR, y más tarde las carabinas que disparaban cartuchos de percusión central Winchester Modelo 1905, Modelo 1907, y 1910. Los ingenieros de Winchester, después de 10 años de trabajo, diseñaron el Modelo 1911 para eludir las patentes de Browning de una escopeta semiautomática, preparado junto con los abogados de la compañía. Uno de los principales ingenieros de Winchester, T.C. Johnson, fue clave en el desarrollo de estas armas semiautomáticas y luego dirigió el diseño de la escopeta de corredera Modelo 1912 y los fusiles de cerrojo Modelo 52 y Modelo 54.

### La Primera Guerra Mundial
La compañía produjo el fusil Enfield Pattern 1914 en calibre 7,70 mm para el gobierno británico el similar M1917 en calibre 7,62 mm para Estados Unidos durante la Primera Guerra Mundial. Trabajando en la planta de Winchester durante la guerra, Browning desarrolló el diseño final del Browning Automatic Rifle (BAR), del cual se produjeron unos 27.000. Browning y los ingenieros de Winchester también desarrollaron la ametralladora Browning M2 calibre 12,7 mm (.50) durante la guerra. La munición calibre 12,7 mm (.50 Browning) para ella fue diseñada por los ingenieros en balística de Winchester. Los derechos comerciales para estas nuevas armas de Browning fueron propiedad de Colt.
Durante la guerra, Winchester solicitó grandes préstamos para financiar su expansión. Con el regreso de la paz, la compañía intentó usar su capacidad de producción excedente y pagar sus deudas, convirtiéndose en una fábrica de productos de consumo: de todo, desde cuchillos de cocina a skates y heladeras, todo se comercializaba a través de las tiendas Winchester ("Winchester Stores"). La estrategia falló, y la Gran Depresión puso el último clavo en el ataúd de la empresa. Winchester Repeating Arms Company entró en suspensión de pagos en 1931, y fue rematada y comprada por la firma Western Cartridge Company de la familia Olin el 22 de diciembre de ese año. Oliver La firma Winchester mantuvo su existencia nominal hasta 1935, cuando la Western Cartridge se fusionó con su subsidiaria para formar la Winchester-Western Company; en 1944 las operaciones de armas de fuego y cartuchería the firearms and ammunition se reorganizaron como la División Winchester-Western de las Industrias Olin.
Afortunadamente para Winchester, el presidente John M. Olin era un deportista aficionado a las armas, y comenzó a recuperar la marca a su antiguo esplendor, concentrándose en los modelos clásicos y actualizados, con particular atención en la calidad y prestigio. Olin personalmente colocó el modelo de lujo Winchester 52 deportivo y la escopeta de dos cañones semi-personalizada Winchester 21. Winchester floreció, incluso durante la siguiente depresión; y si la era de los diseños Browning de las décadas de 1880 y 1890 hicieron la era de oro de Winchester, la era de John Olin de las décadas de 1930 y 1940 fue la de plata.

### La Segunda Guerra Mundial
La carabina M1 (que no es una carabina en el sentido estricto del término) fue diseñada por los ingenieros de Winchester Clifford Warner y Ralph Clarkson (contrariamente al mito ampliamente publicado, no lo fue por el convicto D.M. "Carabina" Williams) y fue producida en grandes cantidades por Winchester y otros fabricantes. Durante la Segunda Guerra Mundial, Winchester fue el único fabricante civil los fusiles Garand M1 y más tarde fue el primer fabricante civil del fusil M14.

### Ocaso y caída
Hacia mediados de los 1950 el costo de la mano de obra cualificada hacía cada vez más difícil producir los diseños clásicos de Winchester, dado que incluían un considerable trabajo manual. En especial, la escopeta de corredera Winchester Modelo 1912 y el fusil de cerrojo Winchester Modelo 70 que con sus piezas forjadas y mecanizadas ya no podían competir en precio con la Remington 870 y el Remington 700, hechos por estampado y fundición. En consecuencia S. K. Janson formó un nuevo grupo de diseño en Winchester para promover el uso de "modernos" métodos de ingeniería de diseño y fabricación en el diseño de armas. El resultado fue una nueva línea de armas como la Winchester Modelo 370 que reemplazaron a los anteriores en 1963-64. Desafortunadamente la reacción de la prensa especializada y del público fue abrumadoramente negativa; el veredicto popular fue que Winchester había sacrificado la calidad a favor de los "expertos del abaratamiento", y la cuota de mercado siguió disminuyendo debido a que Winchester ya no era considerada como una marca de prestigio. Los coleccionistas de armas consideran a los Winchesters "post-64" menos interesantes y menos valiosos que los modelos anteriores.
Los costos de fabricación siguieron aumentando, y una prolongada y amarga huelga en 1979-80 convenció a Olin que la armas ya no podían ser producidas en New Haven de forma rentable. Por lo tanto en diciembre de 1980 la planta fue vendida a sus empleados, que tomó el nombre U.S. Repeating Arms Company, junto con una licencia para producir las armas de Winchester. Olin mantuvo el negocio de la cartuchería Winchester.
Desde 1981 hasta 2006, las armas Winchester fueron fabricada por la Compañía U.S. Repeating Arms. Cuando la U.S. Repeating Arms entró en bancarrota en 1989, fue comprada por un holding francés, luego fue vendida a un grupo fabricante de armas auspiciado por la provincia belga de Herstal, la cual es también propietaria de otros dos fabricantes de armas famosos: Fabrique National (FN) y Browning.

### El fin de una era
El 16 de enero de 2006 U.S. Repeating Arms anunció que cerraba la planta de New Haven (Connecticut) donde se produjeron las carabinas y escopetas Winchester por 140 años. Junto con el cierre de la planta, la carabina Modelo 94 (descendiente del Winchester original), el fusil Model 70 y la escopeta Modelo 1300 serían descontinuados.

### Una nueva era
El 15 de agosto de 2006, Olin Corporation, propietaria de las marcas Winchester, anunció que había hecho un nuevo acuerdo con las licencias con Browning para producir carabinas y escopetas Winchester, pero no en la planta cerrada de New Haven. Browning, basada Morgan, Utah, y la antigua licenciataria, U.S. Repeating Arms Company, son subsidiarias de FN Herstal. En 2008, FN Herstal anunció que producirá los fusiles Modelo 70 en su planta de Columbia, SC.

## Presidentes
- Oliver Winchester (1857-1880)
- William Wirt Winchester (1880-1881), hijo de Oliver Winchester.
- William Converse (1881-1890), esposo of Mary A. Pardee.
- Thomas Gray Bennett (1890-1910), Esposo de Hannah Jane Winchester.
- George E. Hudson (1910-1915). Fue socio con Oliver.
- Winchester Bennett (1915-1918), hijo de Thomas Gray Bennett.
- Thomas Gray Bennett (1918-1919)